# 安念次左衛門
安念 次左衛門（あんねん じざえもん、1855年10月31日（安政2年9月21日） - 1934年（昭和9年）1月23日）は、日本の実業家。政治家、衆議院議員（2期）。子に安念精一。

## 経歴
越中国礪波郡、のちの富山県東礪波郡太田村（砺波町を経て現砺波市）出身。安念次郎左衛門の次男として生まれ、先代の安念次左衛門の養子となる。1876年、石川県師範学校卒。町村連合会議員、石川県会議員、富山県会議員、中越鉄道(株)、中越銀行、富山日報を創立し、重役となる。
1903年の第8回衆議院議員総選挙において富山県郡部から憲政本党公認で立候補して初当選する。1904年の第9回衆議院議員総選挙で再選した。衆議院議員を2期務め、1908年の第10回衆議院議員総選挙は不出馬。1934年に死去した。